# Beach Boys' Party!
Beach Boys' Party! é o décimo álbum de estúdio da banda de rock The Beach Boys lançado em 1965.
É um disco "temático", que sugere que todas as suas faixas foram gravadas durante uma festa, ou luau.
Musicalmente mais descontraído que os albuns anteriores, e trazendo arranjos mais simples, The Beach Boys' Party agradou à gravadora Capitol Records por se reaproximar do estereótipo da banda e rendeu o sucesso "Barbara Ann".